# Векторизация (параллельные вычисления)
Векторизация (в параллельных вычислениях) — вид распараллеливания программы, при котором однопоточные приложения, выполняющие одну операцию в каждый момент времени, модифицируются для выполнения нескольких однотипных операций одновременно.
Скалярные операции, обрабатывающие по паре операндов, заменяются на операции над массивами (векторами), обрабатывающие несколько элементов вектора в каждый момент времени.
Векторная обработка данных используется как в бытовых компьютерах, так и в суперкомпьютерах.
Автоматическая векторизация — это важная область исследований в информатике, цель которой — поиск методов, которые бы позволили компилятору автоматически преобразовывать скалярные программы в векторные.

## Пример
Показан фрагмент программы, который поэлементно перемножает два массива, состоящие из чисел:
```
 
for
 
(
i
 
=
 
0
;
 
i
 
<
 
1024
;
 
i
++
)

    
C
[
i
]
 
=
 
A
[
i
]
 
*
 
B
[
i
];

```

Данный цикл может быть векторизован так:
```
  
for
 
(
i
 
=
 
0
;
 
i
 
<
 
1024
;
 
i
+=
4
)

     
C
[
i
:
i
+
3
]
 
=
 
A
[
i
:
i
+
3
]
 
*
 
B
[
i
:
i
+
3
];

```

Во втором фрагменте запись C[i:i+3] означает вектор из 4 элементов — от C[i] до C[i+3] включительно, а под * понимается операция поэлементного умножения векторов. Векторный процессор в данном примере сможет выполнить 4 скалярные операции при помощи одной векторной инструкции за время, близкое к выполнению скалярной операции. Таким образом, векторных операций потребуется в 4 раза меньше, и программа исполнится быстрее.

## Векторные расширения
Векторные операции могут добавляться в скалярные процессоры, тогда они называются векторными расширениями команд. Примеры: MMX, SSE, SSE2, AltiVec.